# 撻瑪茵·塔娜蘇甘
撻瑪茵·塔娜蘇甘（tʰɛːmmāːrīːn tʰánásùkāːn，英文：Tamarine Tanasugarn，1977年5月24日—），出生於美國洛杉磯，泰國職業網球運動員。1994年轉入職業網壇。她單打與雙打都曾經進入前二十位。
塔娜蘇甘的最高單打排名曾經達到第十九位（2002年5月13日），她獲得三項WTA單打賽事冠軍，她在2003年短期曾與瑪麗亞·莎拉波娃合作，獲得二項WTA雙打賽事冠軍，她生涯最高雙打排名為第十五位（2004年9月13日），雙打最好的表現，在2004年美網與莉澤爾·許貝爾合作，曾闖入八強，在單打成績方面，在2008年溫網曾打入八強。
在她的生涯中，曾有好幾度擊敗前世界第一的選手，阿梅莉·毛瑞斯莫（2006年澳網、2006年溫網冠軍得主）、珍妮弗·卡普里亚蒂（2001、2002年澳網、2001年法網冠軍得主）、耶萊娜·揚科維奇、迪娜拉·薩芬娜、玛丽·皮尔斯（1995年澳網、2000年法網冠軍得主）。

## 外部連結
- 撻瑪茵·塔娜蘇甘的国际女子网球协会官方資料（英文）
- 撻瑪茵·塔娜蘇甘的國際網球總會 職業／青少年 官方資料（英文）
- Fed Cup - Player profile - Tamarine TANASUGARN (THA) （页面存档备份，存于）